# Stare Miasto (zespół muzyczny)
Stare Miasto – polski zespół muzyczny wykonujący hip-hop. Funkcjonował w latach 1998–2002.
17 kwietnia 2015 zespół dał koncert podczas Red Bull Music Academy Weekender w Pałacu Kultury i Nauki w Warszawie w ramach promocji projektu Albo Inaczej. Grupa wznowiła działalność jednorazowo specjalnie na potrzeby tegoż koncertu.

## Dyskografia
Albumy
| Tytuł        | Dane dot. albumu                                          | Pozycja na liście |
| Tytuł        | Dane dot. albumu                                          | POL               |
| ------------ | --------------------------------------------------------- | ----------------- |
| Stare Miasto | - Data: 5 października 1998 - Wydawca: PolyGram Polska    | 15                |
| Minuty       | - Data: 6 kwietnia 2001 - Wydawca: Universal Music Polska | 10                |

Single
| Tytuł                                        | Rok  | Pozycja na liście | Album        |
| Tytuł                                        | Rok  | SLiP              | Album        |
| -------------------------------------------- | ---- | ----------------- | ------------ |
| „Jak się poruszać po mieście”                | 1998 | 28                | Stare Miasto |
| „Bohaterzy (gwiazda sezonu – człowiek roku)” | 1999 | 19                | Stare Miasto |
| „Minuty”                                     | 2001 | 45                | Minuty       |

## Nagrody i wyróżnienia
| Rok  | Kategoria                 | Nagroda   | Uwagi     | Źródło |
| ---- | ------------------------- | --------- | --------- | ------ |
| 2001 | Inna energia („Show Biz”) | Yach Film | Nominacja | [ 8 ]  |